# ببادییا دل کامپو
ببادییا دل کامپو (به اسپانیایی: Bobadilla del Campo) یک شهرستان در اسپانیا است که در استان وایادولید واقع شده‌است.